# 国鉄タキ6200形貨車
国鉄タキ6200形貨車（こくてつタキ6200がたかしゃ）は、かつて日本国有鉄道（国鉄）及び1987年（昭和62年）4月の国鉄分割民営化後は日本貨物鉄道（JR貨物）に車籍を有した私有貨車（タンク車）である。

## 概要
1957年（昭和32年）8月2日にタキ300形より4両（コタキ325、コタキ329 - コタキ331）の専用種別変更（濃硫酸、発煙硫酸→甲種硝酸）が行われ形式名は新形式であるタキ6200形（コタキ6200 - コタキ6203）とされた。種車は1942年（昭和17年）10月23日から1943年（昭和18年）7月13日にかけて新潟鐵工所にて製作され、改造時点で車齢約15年であった。
記号番号表記は特殊標記符号「コ」（全長 12 m 以下）を前置し「コタキ」と標記する。
その後1960年（昭和35年）1月22日から1963年（昭和38年）8月17日にかけて3ロット3両（コタキ6204 - コタキ6206）が新三菱重工業にて新規製造された。
本形式の他に甲種硝酸を専用種別とする形式には、タキ8200形（3両）、タキ10950形（1両）、タキ12050形（1両）の3形式があり本形式は最大勢力であった。
所有者は日産化学工業、三菱化成工業（現在の三菱化学）の2社でありそれぞれの常備駅は富山県の速星駅、福岡県の黒崎駅であった。
積載荷重は当初30 t 積みであったが1974年（昭和49年）に保安対策上27 t 積みに減トンされた。
1979年（昭和54年）10月より化成品分類番号「侵（禁水）84」（侵食性の物質、水と反応する物質、腐食性物質、禁水指定のもの）が標記された。
タンク体は普通鋼（一般構造用圧延鋼材SS41、現在のSS400）製のドーム付き直円筒型であり、荷役方式はタンク上部にあるマンホールからの上入れ、液出管と空気管使用による上出し方式である。
車体色は黒、寸法関係は全長は10,400 mm、全幅は2,531 mm、全高は3,395 mm、台車中心間距離は6,300 mm、実容積は18.2 m3、自重は14.9 t - 16.4 t、換算両数は積車4.0、空車1.6であり、台車はTR20、TR41Cである。
1987年（昭和62年）4月の国鉄分割民営化時には3両（コタキ6204 - コタキ6206）の車籍がJR貨物に承継されたが、1989年（平成元年）10月に廃車となり同時に形式消滅となった。1991年（平成3年）度に2両（コタキ6204・コタキ6205）の車籍が復活したが、10年後の2002年（平成14年）3月に再度廃車となり同時に形式消滅となった。

### 年度別製造数
各年度による製造会社（他形式よりの改造車は改造所）と両数、所有者は次のとおりである。
- 昭和32年度 - 4両
  -  ? 4両 日産化学工業（コタキ325、コタキ329 - コタキ331→コタキ6200 - コタキ6203）
- 昭和34年度 - 1両
  - 新三菱重工業 1両 三菱化成工業（コタキ6204）
- 昭和35年度 - 1両
  - 新三菱重工業 1両 三菱化成工業（コタキ6205）
- 昭和38年度 - 1両
  - 新三菱重工業 1両 三菱化成工業（コタキ6206）